# 長野・山梨・静岡方言
長野・山梨・静岡方言（ながの・やまなし・しずおかほうげん）またはナヤシ方言（なやしほうげん）は方言区画論で用いられる区分で、長野県、山梨県、静岡県で話される日本語の方言の総称である。

## 概要
概ね東日本方言的特徴を有し、またほぼ全体に共通する特徴に推量・意志・勧誘の助動詞として「未然形＋ず・す」（古語の「むず」に由来）や「終止形＋ら・ずら」が用いられるなどのまとまりがあるが、しかし岐阜・愛知方言に近づくにつれ西日本方言の要素も次第に増加し、反対に西関東方言と近接する地域では「べー」も用いられるなど、隣接する岐阜・愛知方言・西関東方言とは連続しており、明確な境界を引くことは難しいため、これらの方言境界は県境で便宜的に区切っている印象が強い（ただし山梨県の郡内方言は伝統的に西関東方言に含めることが多い）。また音韻・アクセントも一部を除いてほぼ均質であるが、これらも隣接する岐阜・愛知方言や西関東方言と連続するものである。
一方で、学者によっては多少境界位置の異なる区画も提案されている。
岐阜・愛知方言との境界については、静岡県西部を岐阜愛知方言と同じグループに含める案があるほか(奥村三雄)、長野県南部も岐阜愛知方言とともに東西方言中間地帯として括られる場合があり(東条操)、静岡県西部、長野県南部を岐阜愛知方言とともに西日本方言に区画すべきとする学説もある(大岩正仲)。
西関東方言との境界については、長野県東北部及び静岡県東部を西関東方言に含める案もある(金田一春彦第一次区画)が、反対に従来西関東方言とされることの多かった山梨県郡内弁を中部地方の方言に含める案もある(平山輝男=郡内を含めた長野静岡山梨と岐阜愛知を合わせた東海東山方言で一区と見る案を提案)、(藤原与一の1990年の案=郡内を含めた長野山梨静岡と岐阜愛知、新潟、北陸を合わせた中部方言で一区と見る案を提案)。しかし、長野山梨静岡全域を西関東と一緒に括ってしまう案(金田一春彦第二次区画)もある。
長野県北部と越後方言の境界もはっきりしないきらいがあり、平山輝男の区画では奥信濃方言を越後方言に含めているが、多くの区画論では特に言及されない部分である。
なお言語島の井川方言、奈良田方言、秋山郷方言は特殊な語法や音声が存在し、周辺と大きく異なる点が多い。

## 下位区分
- 長野県方言（信州弁）
  - 奥信濃方言（栄村）：越後方言に含むことが多い。
    - 秋山郷方言：言語島（新潟県部と共通）

  - 北信方言（北信地域(栄村を除く)、長野地域(南部を除く)）：推量に「…だらず」を用いる。
  - 東信方言（長野地域南部、上田地域、佐久地域）
    - 上田弁：推量「…だらず」
    - 佐久弁：推量に西関東方言的な「…べえ」が併用される。

  - 中信方言（北アルプス地域、松本地域、諏訪地域、上伊那地域北部（太田切川以北）：ナヤシ方言の典型的な特徴が目立つ｡
    - 安曇筑摩方言
    - 諏訪上伊那北部方言：サ行イ音便があり、上伊那地域北部では否定「ん」と「ない」を併用。

  - 南信方言（南信州地域、木曽地域、駒ヶ根市、飯島町、中川村）：岐阜・愛知方言との共通点が多く西日本方言に属するとする説もある（畑美義氏説）[4] 否定「ん」、存在動詞「おる」、サ行イ音便がある。
    - 飯田弁：命令「よ」
    - 木曽弁：アスペクトの区別を持つ。
- 静岡県方言：サ行イ音便がある。
  - 遠州方言：否定「ん」、命令「よ」
    - 新居弁（湖西市）：三河弁に近い。型の少ない東京式アクセント。存在動詞「おる」
    - 浜松弁（西遠地域）
    - 掛川弁（東遠地域）

  - 駿河方言（狭義の静岡弁）
    - 駿西方言（富士川以西）：命令「よ」
    - 駿東方言（富士川以東）：推量に「べえ」を併用

  - 伊豆方言：推量に「べえ」を併用
  - 井川方言：特殊な語法などが残る言語島
- 山梨県方言（甲州弁）
  - 国中方言：否定「ん」
  - 奈良田方言：特殊な語法などが残る言語島
- 三河弁は愛知県の方言であるが、「…ずら」「…ら」「…だら」を用いるなど、ナヤシ方言に近い
- 岐阜県の東濃、奥飛騨においても「…やら」「…じゃらず」など、ナヤシ方言的表現が用いられる
- 郡内方言は西関東方言に含むことが多いが、「…ずら」「…ら」などナヤシ方言の要素を有す

## アクセント
アクセント体系は、言語島部分を除く全地域が東京式アクセントに属し、その中の大半は、中輪東京式に分類されるが、北信地方(南端部除く)と南信地方最南端部、遠州西部に於いては外輪東京式となる。さらに湖西市や井川方言との隣接部では型の少ない東京式が用いられる。言語島の井川方言は無型アクセント、奈良田方言は特殊なアクセントである。

## 文法

### 東西の要素
概ね東日本方言的特徴を有する場合が多いが、西に向かうにつれ西日本方言的特徴も次第に増加し、岐阜県、愛知県に近い地域では西日本方言的特徴も少なくはない。愛知県東部の東三河と遠州、南信の間に確然たる境界を見出すのは難しい。
全域に見られる 東日本方言の特徴として、
- 断定「だ」
- ワ行四段動詞連用形の促音便
- 形容詞連用形ク接続
- 過去の回想に「…たっけ」「…たった」を用いる

などを挙げることができ、これらは愛知県東部にも連なっているがさらに西に向かうにつれ消失する。
また大半の地域で、
- 存在動詞「いる」を用い、進行相・完了相の区別もなくどちらも「…てる」を用いる
- 能力不可能表現「よう…ん」を用いない
- 伝聞「…げな」を用いない

などの東日本方言的特徴も有するが、一方で、
- 南信方言と遠州方言(浜名湖以西)では存在動詞「おる」を用いる。
- 南信方言(木曽地域)では進行相と完了相の区別がある。
- 南信方言(南端)と遠州方言では伝聞「…げな」が用いられる。
- 南信方言(南端)では能力不可能「よう…ん」が多少用いられる。

など、岐阜県や愛知県に近い一部の地域では必ずしもそれらの特徴を有さない。
西の勢力がさらに東進して、長野・山梨・静岡方言の中央部で東西両勢力が対立している例もあり、すなわち、以下の項目では長野・山梨・静岡方言とされる地域内でも東日本方言と共通する特徴を持つ地域と西日本方言と共通する特徴を持つ地域にはっきりと二分される。
- 否定表現は長野県方言(南信除く)と静岡県方言の大井川以東は東日本方言的な「…ない」「…ねえ」等であるが、長野県南信方言、山梨県国中方言、静岡県遠州方言では西日本方言的な「ん」を用いる。
- 命令表現は長野県方言(南信方言の飯田地域を除く)、山梨県国中方言、静岡県方言(富士川以東)では東日本方言的な「…ろ」であるが、長野県南信方言(木曽地域を除く)と遠州方言及び駿西方言(富士川以西)で西日本方言的な「…よ」を用いる。
- サ行イ音便は長野県東北信方言、中信方言(松本地域以北)にはないが、長野県中信方言(諏訪地域以南)、南信方言、静岡県方言に分布する。山梨県方言では古くは用いたが比較的早く衰退しまばらに分布する。

### ず・す、ら・ずら
推量・意志・勧誘の助動詞として「未然形＋ず・す」、「終止形＋ら・ずら」はナヤシ方言を特徴づける最大の文法要素である。
推量は広い地域で「…ずら」「…ら」が用いられる。「ら」は「らむ」に由来するが、「ずら」の語源は不明である。「ずら」は用言、体言両方に用いるが、「ら」は用言のみに用いる。「雨だろう」は「雨ずら」、「赤いだろう」は「赤いずら」「赤いら」、「行くだろう」は「いくずら」「いくら」となる。長野県北信では「…ずら」は用いられず「…であらむず」が変化した「…だらず」を用いる。（「雨だらず」「行くだらず」）。静岡県富士川以東では関東要素の「…だべー」を併用し（「雨だべー」）、伊豆方言では「…だろう」を多く用いる（「雨だろう」）。近年はこれらの表現も共通語化が進んでおり、静岡県の中若年層では「…ずら」に代わって三河方面から広がった「…だらあ」が多用される。
意志は「…むず（か）」が変化した形を用いる。例えば「行こうと思う」という場合、長野県で「いかずと…」や「いかっと…」、山梨県で「いかっかと…」、静岡県で「いかず（か）と…」「いかす（か）と…」「いかっ（か）と…」となる。ただし静岡県富士川以東では「…べー」を併用し（「いくべーと…」）、伊豆方言では「…う」を用いる（「いこうと…」）。
勧誘は基本的には「…むず（わ/か）」が変化した形を用いる。「行こう（か）」は「いかざあ」、「いかず（か）」、「いかっ（か）」などとなる。長野県で「いかず（か）」、山梨県では「いかざあ」や変化した「いかだあ」を専ら用いる傾向がある。ただし静岡県富士川以東では「いくべー」を併用し、伊豆方言では「いこう（か）」を多く用いる。西遠州方言や南信方言では岐阜・愛知方言に特徴的な「…まいか」を用いる。（「いかまいか」）。また長野県では「いかんか」「いかねか」「いくじゃねーか」などともいう。

### 断定「行くだ」・疑問「行くだ？」
ほぼ全域で「…のだ」という意味での強調で「行くだ」「赤いだ」のように用言に直接「だ」を付ける用法がある。 「これから行くだ」（これから行くんだ）。また疑問の「…のか？」という意味でも「行くだ？」「赤いだ？」という用法がある。このように準体助詞を用いない用法は愛知県の三河弁、知多弁にも存在する。